# Incasemidalis peruviensis
Incasemidalis peruviensis is een insect uit de familie van de dwerggaasvliegen (Coniopterygidae), die tot de orde netvleugeligen (Neuroptera) behoort. 
De wetenschappelijke naam Incasemidalis peruviensis is voor het eerst geldig gepubliceerd door Meinander in 1972.